# Associated Aviation
 (mars 2019).
Si vous disposez d'ouvrages ou d'articles de référence ou si vous connaissez des sites web de qualité traitant du thème abordé ici, merci de compléter l'article en donnant les références utiles à sa vérifiabilité et en les liant à la section « Notes et références ».
Associated Aviation est une compagnie aérienne basée à Ikeja, Lagos, Nigeria. Elle est créée en 1996 et opère sur des vols pour passagers et services de frais à l'intérieur du Nigeria et en Afrique de l'Ouest. Sa base principale est l'aéroport international Murtala-Muhammed à Lagos.

## Histoire
Le gouvernement nigérian fixa au 30 avril 2007 une date butoir pour toutes les compagnies aériennes opérant dans le pays pour être recapitalisées ou être dissoutes, afin d'assurer des services de meilleure qualité et sécurité. La compagnie aérienne satisfait alors les critères de l'Autorité Nigériane de l'Aviation Civile (ANAC) en termes de recapitalisation et est réenregistrée pour opération.
En juillet 2008, la société a été vendue à un groupe d'investisseurs qui lance une importante voie d'expansion et d'acquisition de nouveaux avions de type Embraer.

## Destinations
Associated Aviation dessert les destinations suivantes (janvier 2009) :
- Abuja
- Bénin
- Calabar
- Ibadan
- Jeddah
- Lagos
- Makurdi

## La flotte
La flotte de Associated Aviation est composée des appareils suivants (en juin 2017) :
- 1 Embraer EMB 120 Brasilia
- 1 Embraer ERJ 145

## Accident
Le 3 octobre 2013, le vol Associated Aviation 361, en partance pour Akure, s'est écrasé au décollage de l'Aéroport de Lagos. L'avion, un Embraer EMB 120 Brasilia, était sur un vol charter, emportant le corps de l'ancien Gouverneur de l'État d'Ondo, M. Olusegun Agagu pour l'enterrement. L'avion transportait alors 20 personnes à bord et au moins 15 d'entre elles sont décédées.